# Ejnar Dyggve
Ejnar Dyggve (Liepāja, Latvija, 17. listopada 1887. – Kopenhagen, 6. kolovoza 1961.), danski arheolog, istraživač i arhitekt. Od 1922. godine iskapao je na lokalitetu u Solinu, u periodu 1929. – 1932. bio je arhitekt konzervator Arheološkog muzeja u Splitu, a istraživao je i drugdje u Dalmaciji. Nakon II. svjetskog rata, točnije 1949. godine istražuje kršćanski kultni centar u Solinu. Od tada pa sve do 1960. često boravi i istražuje u Dalmaciji, posebice u Splitu i Solinu.
Dyggveov doprinos proučavanju, vrednovanju i znanstvenoj obradi hrvatskih starina, graditeljskog i kulturnog naslijeđa Solina, Splita i Dalmacije izuzetno je velik, imajući u prvom redu činjenicu da je od cjelokupnog njegova istraživačkog rada najopsežniji "solinski opus", da je zbog doprinosa istraživanju stare Salone Dyggve proglašen počasnim građaninom Solina, da je 1958. poklonio gradu Splitu cjelokupnu svoju istraživačku građu te da je njegov obol hrvatskoj kulturi potvrđen značajnim znanstvenim i društvenim priznanjima.
Glavna Dyggveova djela su: „Grad Salona : raspored i topografija : istraživanja u Saloni I." (1928.), „Nova istraživanja o prijelazu preko rijeke Jadro kraj Salone" (1929.), „Kršćanska Salona" (1933.), Starokršćansko groblje Marusinac : istraživanja u Saloni III." (1939.).

## Vanjske poveznice
- Dyggve, Ejnar (Hrvatska enciklopedija)